# پودوژرانه

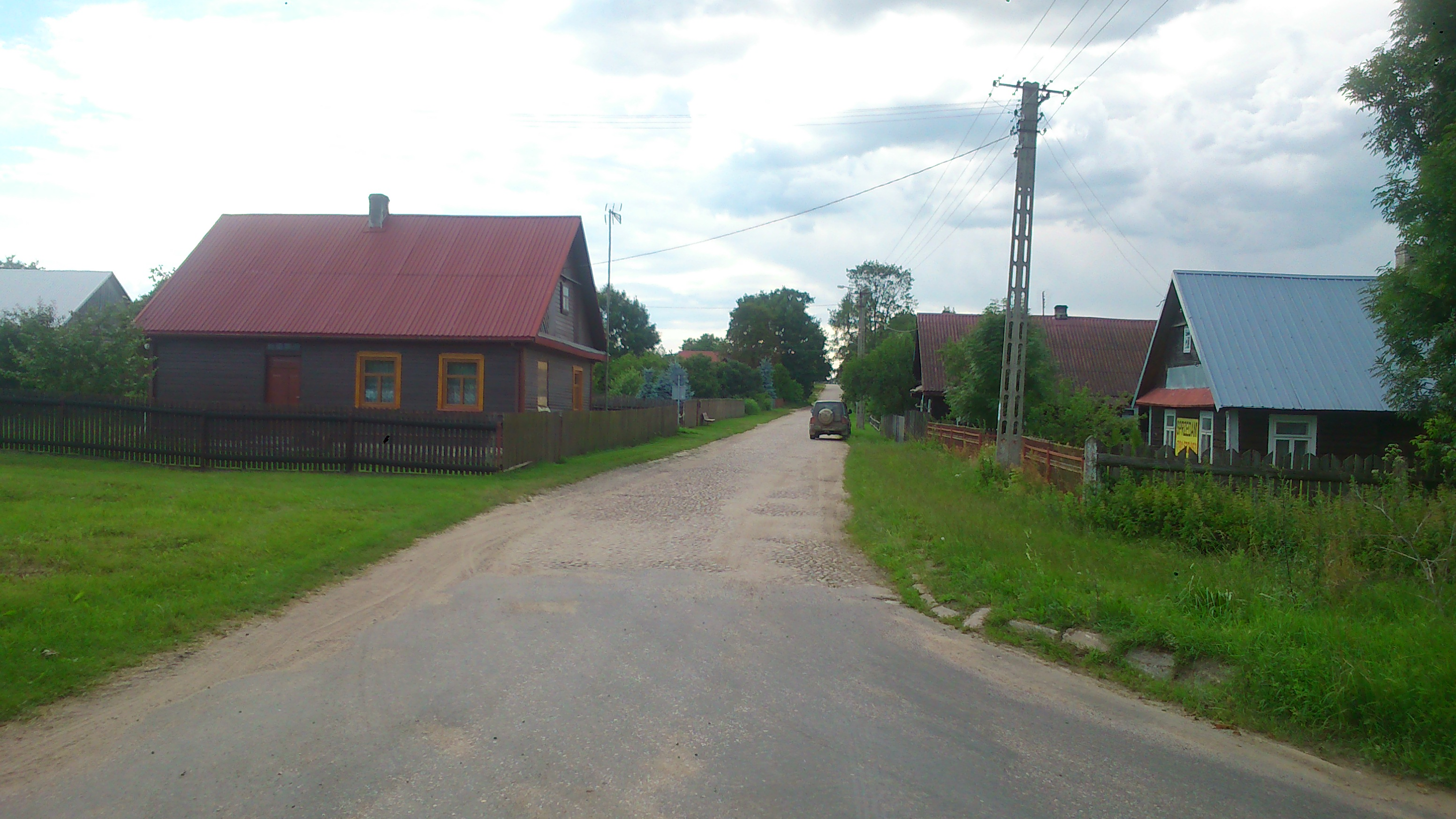

پودوژرانه (به لهستانی:  Podozierany) یک روستا در لهستان است که در گمینا گرودک واقع شده‌است.